# Steven Naismith
Steven John Naismith (Irvine, 14 settembre 1986) è un allenatore di calcio ed ex calciatore scozzese, di ruolo attaccante.

## Statistiche

### Presenze e reti nei club
Statistiche aggiornate al 19 maggio 2021.
| Stagione          | Squadra           | Campionato        | Campionato | Campionato | Coppe nazionali | Coppe nazionali | Coppe nazionali | Coppe continentali | Coppe continentali | Coppe continentali | Altre coppe | Altre coppe | Altre coppe | Totale | Totale |
| Stagione          | Squadra           | Comp              | Pres       | Reti       | Comp            | Pres            | Reti            | Comp               | Pres               | Reti               | Comp        | Pres        | Reti        | Pres   | Reti   |
| ----------------- | ----------------- | ----------------- | ---------- | ---------- | --------------- | --------------- | --------------- | ------------------ | ------------------ | ------------------ | ----------- | ----------- | ----------- | ------ | ------ |
| 2003-2004         | Kilmarnock        | SPL               | 1          | 0          | CS+CdL          | -               | -               | -                  | -                  | -                  | -           | -           | -           | 1      | 0      |
| 2004-2005         | Kilmarnock        | SPL               | 24         | 1          | CS+CdL          | -               | -               | -                  | -                  | -                  | -           | -           | -           | 24     | 1      |
| 2005-2006         | Kilmarnock        | SPL               | 36         | 13         | CS+CdL          | 1+0             | 0+0             | -                  | -                  | -                  | -           | -           | -           | 37     | 13     |
| 2006-2007         | Kilmarnock        | SPL               | 32         | 13         | CS+CdL          | 0+0             | 0+0             | -                  | -                  | -                  | -           | -           | -           | 32     | 13     |
| ago.-set. 2007    | Kilmarnock        | SPL               | 4          | 0          | CS+CdL          | 0+0             | 0+0             | -                  | -                  | -                  | -           | -           | -           | 4      | 0      |
| Totale Kilmarnock | Totale Kilmarnock | Totale Kilmarnock | 97         | 27         |                 | 1               | 0               |                    | -                  | -                  |             | -           | -           | 98     | 27     |
| 2007-2008         | Rangers           | SPL               | 21         | 5          | CS+CdL          | 0+0             | 0+0             | UCL+CU             | 3+1                | 0+0                | -           | -           | -           | 25     | 5      |
| 2008-2009         | Rangers           | SPL               | 7          | 0          | CS+CdL          | 2+0             | 0+0             | -                  | -                  | -                  | -           | -           | -           | 9      | 0      |
| 2009-2010         | Rangers           | SPL               | 28         | 3          | CS+CdL          | 3+4             | 0+1             | UCL                | 4                  | 0                  | -           | -           | -           | 39     | 4      |
| 2010-2011         | Rangers           | SPL               | 31         | 11         | CS+CdL          | 2+4             | 0+3             | UCL+UEL            | 6+1                | 1+0                | -           | -           | -           | 44     | 15     |
| 2011-2012         | Rangers           | SPL               | 11         | 9          | CS+CdL          | 0+1             | 0+0             | UCL+UEL            | 2+1                | 0+0                | -           | -           | -           | 15     | 9      |
| Totale Rangers    | Totale Rangers    | Totale Rangers    | 98         | 28         |                 | 16              | 4               |                    | 18                 | 1                  |             | -           | -           | 132    | 33     |
| 2012-2013         | Everton           | PL                | 31         | 4          | FACup+CdL       | 2+2             | 0+0             | -                  | -                  | -                  | -           | -           | -           | 35     | 4      |
| 2013-2014         | Everton           | PL                | 31         | 5          | FACup+CdL       | 3+2             | 3+1             | -                  | -                  | -                  | -           | -           | -           | 36     | 9      |
| 2014-2015         | Everton           | PL                | 31         | 7          | FACup+CdL       | 2+0             | 0+0             | UEL                | 6                  | 2                  | -           | -           | -           | 39     | 9      |
| 2015-gen. 2016    | Everton           | PL                | 10         | 3          | FACup+CdL       | 0+3             | 0+1             | -                  | -                  | -                  | -           | -           | -           | 13     | 4      |
| Totale Everton    | Totale Everton    | Totale Everton    | 103        | 19         |                 | 14              | 5               |                    | 6                  | 2                  |             | -           | -           | 123    | 26     |
| gen.-giu. 2016    | Norwich City      | PL                | 13         | 1          | FACup+CdL       | 0+0             | 0+0             | -                  | -                  | -                  | -           | -           | -           | 13     | 1      |
| 2016-2017         | Norwich City      | FLC               | 29         | 5          | FACup+CdL       | 1+2             | 1+1             | -                  | -                  | -                  | -           | -           | -           | 32     | 7      |
| 2017-gen. 2018    | Norwich City      | FLC               | 2          | 0          | FACup+CdL       | 0+1             | 0+0             | -                  | -                  | -                  | -           | -           | -           | 3      | 0      |
| Totale Norwich    | Totale Norwich    | Totale Norwich    | 44         | 6          |                 | 4               | 2               |                    | -                  | -                  |             | -           | -           | 48     | 8      |
| gen.-giu.2018     | Hearts            | SPL               | 14         | 4          | CS+CdL          | 2+0             | 0+0             | -                  | -                  | -                  | -           | -           | -           | 16     | 4      |
| 2018-2019         | Hearts            | SPL               | 19         | 10         | CS+CdL          | 2+6             | 0+4             | -                  | -                  | -                  | -           | -           | -           | 27     | 14     |
| 2019-2020         | Hearts            | SPL               | 17         | 4          | CS+CdL          | 5+1             | 1+0             | -                  | -                  | -                  | -           | -           | -           | 23     | 5      |
| 2020-2021         | Hearts            | SC                | 20         | 6          | CS+CdL          | 0+4             | 0+0             | -                  | -                  | -                  | -           | -           | -           | 24     | 6      |
| Totale Hearts     | Totale Hearts     | Totale Hearts     | 70         | 24         |                 | 20              | 5               |                    | -                  | -                  |             | -           | -           | 90     | 29     |
| Totale Carriera   | Totale Carriera   | Totale Carriera   | 412        | 104        |                 | 55              | 16              |                    | 24                 | 3                  |             | -           | -           | 491    | 123    |

### Cronologia presenze e reti in nazionale
| Cronologia completa delle presenze e delle reti in nazionale ― Scozia | Cronologia completa delle presenze e delle reti in nazionale ― Scozia | Cronologia completa delle presenze e delle reti in nazionale ― Scozia | Cronologia completa delle presenze e delle reti in nazionale ― Scozia | Cronologia completa delle presenze e delle reti in nazionale ― Scozia | Cronologia completa delle presenze e delle reti in nazionale ― Scozia | Cronologia completa delle presenze e delle reti in nazionale ― Scozia | Cronologia completa delle presenze e delle reti in nazionale ― Scozia |
| Data                                                                  | Città                                                                 | In casa                                                               | Risultato                                                             | Ospiti                                                                | Competizione                                                          | Reti                                                                  | Note                                                                  |
| --------------------------------------------------------------------- | --------------------------------------------------------------------- | --------------------------------------------------------------------- | --------------------------------------------------------------------- | --------------------------------------------------------------------- | --------------------------------------------------------------------- | --------------------------------------------------------------------- | --------------------------------------------------------------------- |
| 6-6-2007                                                              | Toftir                                                                | Fær Øer                                                               | 0 – 2                                                                 | Scozia                                                                | Qual. Euro 2008                                                       | -                                                                     | 82’                                                                   |
| 9-9-2009                                                              | Glasgow                                                               | Scozia                                                                | 0 – 2                                                                 | Paesi Bassi                                                           | Qual. Mondiali 2010                                                   | -                                                                     | 12’                                                                   |
| 14-11-2009                                                            | Cardiff                                                               | Galles                                                                | 3 – 0                                                                 | Scozia                                                                | Amichevole                                                            | -                                                                     | 62’                                                                   |
| 3-9-2010                                                              | Kaunas                                                                | Lituania                                                              | 0 – 0                                                                 | Scozia                                                                | Qual. Euro 2012                                                       | -                                                                     |                                                                       |
| 7-9-2010                                                              | Glasgow                                                               | Scozia                                                                | 2 – 1                                                                 | Liechtenstein                                                         | Qual. Euro 2012                                                       | -                                                                     | 66’                                                                   |
| 8-10-2010                                                             | Praga                                                                 | Rep. Ceca                                                             | 1 – 0                                                                 | Scozia                                                                | Qual. Euro 2012                                                       | -                                                                     |                                                                       |
| 12-10-2010                                                            | Glasgow                                                               | Scozia                                                                | 2 – 3                                                                 | Spagna                                                                | Qual. Euro 2012                                                       | 1                                                                     |                                                                       |
| 9-2-2011                                                              | Dublino                                                               | Irlanda del Nord                                                      | 0 – 3                                                                 | Scozia                                                                | Amichevole                                                            | -                                                                     | 58’                                                                   |
| 25-5-2011                                                             | Dublino                                                               | Scozia                                                                | 3 – 1                                                                 | Galles                                                                | Amichevole                                                            | -                                                                     |                                                                       |
| 29-5-2011                                                             | Dublino                                                               | Irlanda                                                               | 1 – 0                                                                 | Scozia                                                                | Amichevole                                                            | -                                                                     |                                                                       |
| 10-8-2011                                                             | Glasgow                                                               | Scozia                                                                | 2 – 1                                                                 | Danimarca                                                             | Amichevole                                                            | -                                                                     | 74’                                                                   |
| 3-9-2011                                                              | Glasgow                                                               | Scozia                                                                | 2 – 2                                                                 | Rep. Ceca                                                             | Qual. Euro 2012                                                       | -                                                                     | 86’                                                                   |
| 6-9-2011                                                              | Glasgow                                                               | Scozia                                                                | 1 – 0                                                                 | Lituania                                                              | Qual. Euro 2012                                                       | 1                                                                     |                                                                       |
| 8-10-2011                                                             | Vaduz                                                                 | Liechtenstein                                                         | 0 – 1                                                                 | Scozia                                                                | Qual. Euro 2012                                                       | -                                                                     |                                                                       |
| 11-10-2011                                                            | Alicante                                                              | Spagna                                                                | 3 – 1                                                                 | Scozia                                                                | Qual. Euro 2012                                                       | -                                                                     |                                                                       |
| 15-8-2012                                                             | Edimburgo                                                             | Scozia                                                                | 3 – 1                                                                 | Australia                                                             | Amichevole                                                            | -                                                                     |                                                                       |
| 8-9-2012                                                              | Glasgow                                                               | Scozia                                                                | 0 – 0                                                                 | Serbia                                                                | Qual. Mondiali 2014                                                   | -                                                                     |                                                                       |
| 11-9-2012                                                             | Glasgow                                                               | Scozia                                                                | 1 – 1                                                                 | Macedonia                                                             | Qual. Mondiali 2014                                                   | -                                                                     | 77’                                                                   |
| 14-11-2012                                                            | Lussemburgo                                                           | Lussemburgo                                                           | 1 – 2                                                                 | Scozia                                                                | Amichevole                                                            | -                                                                     |                                                                       |
| 6-2-2013                                                              | Glasgow                                                               | Scozia                                                                | 1 – 0                                                                 | Estonia                                                               | Amichevole                                                            | -                                                                     | 74’                                                                   |
| 26-3-2013                                                             | Novi Sad                                                              | Serbia                                                                | 2 – 0                                                                 | Scozia                                                                | Qual. Mondiali 2014                                                   | -                                                                     |                                                                       |
| 7-6-2013                                                              | Zagabria                                                              | Croazia                                                               | 0 – 1                                                                 | Scozia                                                                | Qual. Mondiali 2014                                                   | -                                                                     | 63’                                                                   |
| 14-8-2013                                                             | Londra                                                                | Inghilterra                                                           | 3 – 2                                                                 | Scozia                                                                | Amichevole                                                            | -                                                                     | 86’                                                                   |
| 10-9-2013                                                             | Skopje                                                                | Macedonia                                                             | 1 – 2                                                                 | Scozia                                                                | Qual. Mondiali 2014                                                   | -                                                                     |                                                                       |
| 15-10-2013                                                            | Glasgow                                                               | Scozia                                                                | 2 – 0                                                                 | Croazia                                                               | Qual. Mondiali 2014                                                   | 1                                                                     |                                                                       |
| 15-11-2013                                                            | Glasgow                                                               | Scozia                                                                | 0 – 0                                                                 | Stati Uniti                                                           | Amichevole                                                            | -                                                                     | 80’                                                                   |
| 19-11-2013                                                            | Molde                                                                 | Norvegia                                                              | 0 – 1                                                                 | Scozia                                                                | Amichevole                                                            | -                                                                     | 90+4’                                                                 |
| 5-3-2014                                                              | Varsavia                                                              | Polonia                                                               | 0 – 1                                                                 | Scozia                                                                | Amichevole                                                            | -                                                                     | 46’ 86’                                                               |
| 28-5-2014                                                             | Londra                                                                | Scozia                                                                | 2 – 2                                                                 | Nigeria                                                               | Amichevole                                                            | -                                                                     | 46’                                                                   |
| 7-9-2014                                                              | Dortmund                                                              | Germania                                                              | 2 – 1                                                                 | Scozia                                                                | Qual. Euro 2016                                                       | -                                                                     | 82’                                                                   |
| 11-10-2014                                                            | Glasgow                                                               | Scozia                                                                | 1 – 0                                                                 | Georgia                                                               | Qual. Euro 2016                                                       | -                                                                     | 80’                                                                   |
| 14-10-2014                                                            | Varsavia                                                              | Polonia                                                               | 2 – 2                                                                 | Scozia                                                                | Qual. Euro 2016                                                       | 1                                                                     | 71’                                                                   |
| 14-11-2014                                                            | Glasgow                                                               | Scozia                                                                | 1 – 0                                                                 | Irlanda                                                               | Qual. Euro 2016                                                       | -                                                                     |                                                                       |
| 18-11-2014                                                            | Glasgow                                                               | Scozia                                                                | 1 – 3                                                                 | Inghilterra                                                           | Amichevole                                                            | -                                                                     |                                                                       |
| 25-3-2015                                                             | Glasgow                                                               | Scozia                                                                | 1 – 0                                                                 | Irlanda del Nord                                                      | Amichevole                                                            | -                                                                     | 46’                                                                   |
| 29-3-2015                                                             | Glasgow                                                               | Scozia                                                                | 6 – 1                                                                 | Gibilterra                                                            | Qual. Euro 2016                                                       | 1                                                                     | 64’                                                                   |
| 5-6-2015                                                              | Edimburgo                                                             | Scozia                                                                | 1 – 0                                                                 | Qatar                                                                 | Amichevole                                                            | -                                                                     | 59’                                                                   |
| 13-6-2015                                                             | Dublino                                                               | Irlanda                                                               | 1 – 1                                                                 | Scozia                                                                | Qual. Euro 2016                                                       | -                                                                     | 88’ 90+2’                                                             |
| 4-9-2015                                                              | Tbilisi                                                               | Georgia                                                               | 1 – 0                                                                 | Scozia                                                                | Qual. Euro 2016                                                       | -                                                                     | 59’                                                                   |
| 8-10-2015                                                             | Glasgow                                                               | Scozia                                                                | 2 – 2                                                                 | Polonia                                                               | Qual. Euro 2016                                                       | -                                                                     | 69’                                                                   |
| 11-10-2015                                                            | Loulé                                                                 | Gibilterra                                                            | 0 – 6                                                                 | Scozia                                                                | Qual. Euro 2016                                                       | 1                                                                     | 76’                                                                   |
| 29-5-2016                                                             | Ta' Qali                                                              | Italia                                                                | 1 – 0                                                                 | Scozia                                                                | Amichevole                                                            | -                                                                     | 71’                                                                   |
| 4-6-2016                                                              | Longeville-lès-Metz                                                   | Francia                                                               | 3 – 0                                                                 | Scozia                                                                | Amichevole                                                            | -                                                                     | 58’                                                                   |
| 22-3-2017                                                             | Edimburgo                                                             | Scozia                                                                | 1 – 1                                                                 | Canada                                                                | Amichevole                                                            | 1                                                                     | 62’                                                                   |
| 26-3-2017                                                             | Glasgow                                                               | Scozia                                                                | 1 – 0                                                                 | Slovenia                                                              | Qual. Mondiali 2018                                                   | -                                                                     | 50’                                                                   |
| 7-9-2018                                                              | Glasgow                                                               | Scozia                                                                | 0 – 4                                                                 | Belgio                                                                | Amichevole                                                            | -                                                                     | 46’                                                                   |
| 10-9-2018                                                             | Glasgow                                                               | Scozia                                                                | 2 – 0                                                                 | Albania                                                               | UEFA Nations League 2018-2019 - 1º turno                              | -                                                                     |                                                                       |
| 11-10-2018                                                            | Haifa                                                                 | Israele                                                               | 2 – 1                                                                 | Scozia                                                                | UEFA Nations League 2018-2019 - 1º turno                              | 1                                                                     | 76’                                                                   |
| 14-10-2018                                                            | Londra                                                                | Scozia                                                                | 1 – 3                                                                 | Portogallo                                                            | Amichevole                                                            | 1                                                                     |                                                                       |
| 16-11-2019                                                            | Nicosia                                                               | Cipro                                                                 | 1 – 2                                                                 | Scozia                                                                | Qual. Euro 2020                                                       | -                                                                     | cap. 62’                                                              |
| 19-11-2019                                                            | Glasgow                                                               | Scozia                                                                | 3 – 1                                                                 | Kazakistan                                                            | Qual. Euro 2020                                                       | 1                                                                     | cap. 77’                                                              |
| Totale                                                                |                                                                       | Presenze                                                              | 51                                                                    |                                                                       | Reti                                                                  | 10                                                                    |                                                                       |

## Palmarès

### Club

#### Competizioni nazionali
- Campionato scozzese: 3

Rangers: 2008-2009, 2009-2010, 2010-2011
- Coppa di Scozia: 2

Rangers: 2007-2008, 2008-2009
- Coppa di Lega scozzese: 3

Rangers: 2007-2008, 2009-2010, 2010-2011
- Scottish Championship: 1

Hearts: 2020-2021

### Individuale
- Miglior giovane dell'anno della SPFA: 1

2006-2007